# کایانو گونبی
کایانو گونبی (به ژاپنی: 萱野 権兵衛 Kayano Gonbei); ۱ ژانویهٔ ۱۸۳۰ – ۲۷ ژوئن ۱۸۶۹) سامورایی در دوره ادو در خدمت خاندان ماتسودایرا در آیزو، اهل ژاپن بود. وی در جنگ بوشین شرکت داشت.